# Bracon piceiceps
Bracon piceiceps är en stekelart som beskrevs av Henry Lorenz Viereck 1905. Bracon piceiceps ingår i släktet Bracon och familjen bracksteklar. Inga underarter finns listade.